# Максимальний струмовий захист

Символ максимального струмового захисту

Максимальний струмовий захист, МСЗ — вид релейного захисту, який діє у разі перевищення сили струму в ланцюгу, який захищається, більше норми (уставки). Призначений для захисту обладнання та ліній від пошкоджень у разі короткого замикання чи перевантаження. Найпоширеніший вид захисту у електричних мережах низького та середнього класу напруги.

## Опис дії
Максимальний струмовий захист організовується за допомогою датчиків струму (трансформаторів струму, струмових реле, електронних), пристрою відліку часу (реле часу). Сучасні електронні реле та мікропроцесорні термінали можуть суміщувати різні функції в одному пристрої.
Робота МСЗ виглядає наступним чином:
- перевищення струмом в електричному ланцюзі струму уставки захисту;
- спрацювання струмового органу — початок відліку часу;
- закінчення відліку часу — видача команди на відключення комутаційного апарату.

Як і у будь-якого захисту у МСЗ визначена зона дії. Вона починається від датчика струму 

## Види МСЗ

### За залежністю часу спрацювання

#### Без витримки часу
Захист, що спрацьовує миттєво у разі перевищення струму уставки.

#### З залежною від струму витримкою часу
Захист, що спрацьовує з певною витримкою часу, яка залежить від величини струму.

#### З незалежною витримкою часу
Захист, що спрацьовує з певною фіксованою витримкою часу, незалежно від того, наскільки фактичний струм перевищує струм уставки.

### За призначенням

#### Струмова відсічка
Захист, що спрацьовує миттєво та захищає електрообладнання від близьких коротких замикань.

#### Максимальний струмовий захист
Захист, що спрацьовує миттєво або з витримкою часу та захищає електрообладнання і лінії електропередачі від віддалених коротких замикань.

#### Захист від перевантаження
Захист, що спрацьовує з витримкою часу та захищає електрообладнання і лінії електропередачі від пошкодження внаслідок перегріву.

### За направленістю дії

#### Не направлений
Захист, який працює незалежно від напрямку протікання струму через датчик. Найпоширеніший і найпростіший захист.

#### Направлений
Захист, який працює тільки у разі перевищення фактичним струмом струму уставки, який протікає у заданому напрямку та не спрацьовує у протилежному. Такий вид захисту використовується у складних схемах електропостачання для підвищення рівня селективності.